# Kyryło Dryszluk
Kyryło Pawłowycz Dryszluk, ukr. Кирило Павлович Дришлюк (ur. 16 września 1999 w Boryspolu) – ukraiński piłkarz, grający na pozycji pomocnika.

## Kariera piłkarska

### Kariera klubowa
Wychowanek klubu Dynamo Kijów, barwy którego bronił w juniorskich mistrzostwach Ukrainy (DJuFL). 23 kwietnia 2017 roku rozpoczął karierę piłkarską w barwach Zirki Kropywnycki. 3 września 2018 przeszedł do FK Ołeksandrija.

### Kariera reprezentacyjna
W latach 2017–2018 występował w juniorskiej reprezentacji Ukrainy U-19.

## Sukcesy i odznaczenia

### Sukcesy reprezentacyjne
- Mistrzostwo świata U-20: 2019

### Odznaczenia
- Order „Za zasługi” III Klasy – 2019[2]
- tytuł Mistrza Sportu Ukrainy – 2019